# Neillia
Neillia es un género con 16 especies de plantas perteneciente a la familia de las rosáceas.

## Taxonomía
Neillia fue descrita por David Don y publicado en Prodromus Florae Nepalensis 228–229, en el año 1825. La especie tipo es: Neillia thyrsiflora D. Don.

## Especies
- Neillia affinis
- Neillia breviracemosa
- Neillia densiflora
- Neillia fugongensis
- Neillia gracilis
- Neillia grandiflora
- Neillia incisa
- Neillia jinggangshanensis
- Neillia ribesioides
- Neillia rubiflora
- Neillia serratisepala
- Neillia sinensis
- Neillia sparsiflora
- Neillia thibetica
- Neillia thyrsiflora
- Neillia uekii